# György Vízvári
György Vízvári (* 18. Dezember 1928 in Budapest; † 30. Juli 2004 ebenda) war ein ungarischer Wasserballspieler.

## Karriere
Vízvári begann seine sportliche Laufbahn bei den Vereinen Magyar AC Budapest, Nemzeti SC und MTK Budapest. Im Jahr 1949 schloss er sich Újpesti TE an. Mit diesem Verein gewann er vier nationale Meisterschaften. Ebenfalls 1949 gab er sein Debüt in der ungarischen Nationalmannschaft.
Sein internationaler Durchbruch gelang ihm bei den Olympischen Spielen 1952 in Helsinki. Dort stand er in sieben der acht Partien im Wasser und trug mit seinen Leistungen entscheidend zum Gewinn der Goldmedaille bei. Zwei Jahre später folgte der Europameistertitel bei den Titelkämpfen im italienischen Turin. Insgesamt bestritt er bis zu seinem Ausscheiden aus der Nationalmannschaft im Jahr 1957 25 Länderspiele.
Nach seiner aktiven Karriere arbeitete er als Trainer und Funktionär für Újpesti TE. Zusätzlich absolvierte er die Polizeihochschule und war später als Lagerkommandant bei der Budapester Polizeidirektion tätig – eine Position, die er bis zu seinem Ruhestand innehatte.
Vízvári verstarb im Jahr 2004 im Alter von 75 Jahren und wurde auf dem Farkasréti temető beigesetzt.